# Xamã (rapper)
Geizon Carlos da Cruz Fernandes, mais conhecido como Xamã (Rio de Janeiro, 30 de outubro de 1989), é um rapper, cantor e ator brasileiro.

## Carreira
Em 2016 começou a carreira musical nas rimas. O cantor tem quatro álbuns, Pecado Capital (2018), O Iluminado (2019), Zodíaco (2020) e Fragmentado (2025), onde em Zodíaco basicamente todas os nomes das músicas são os signos. A maior musica do álbum em questão de visualizações é "Leão", com mais de 45 milhões de visualizações. O álbum se tornou um grande sucesso para a gravadora e para o cantor, e teve as participações de Agnes Nunes, Luísa Sonza, Marília Mendonça, Gloria Groove e produções de Portugal no Beat, Neo Beats e Dj Gustah.
Seu primeiro grande sucesso foi a música "Luxúria", passando de mais de 80 milhões de visualizações no YouTube, com participação do artista, também rapper, Matuê, além de ser produzida por NeoBeats, grande companheiro de Xamã ao longo de sua carreia, a música pertence ao seu primeiro álbum "Pecado Capital", lançado em 2018.
A música "Malvadão 3", com Gustah e Neo Beats, atingiu o top 1 no Brasil e o top 48 no mundo no Spotify em 31 de dezembro de 2021. Foi indicado ao "Melhor Flow Internacional" do BET Hip Hop Awards, sendo o único brasileiro da premiação internacional, e teve sete indicações no MTV Millennial Awards 2021.
Xamã vai estrear como ator em série importante da TV Globo: Justiça, indicada ao Emmy Internacional. Ele irá contracenar com Nanda Costa.
Em agosto de 2023, participou do videoclipe de Gabriel Pensador e Lulu Santos, Cachimbo da Paz 2.
Em janeiro de 2024 Xamã estreia no elenco fixo de novelas no remake da novela Renascer na trama ele vai interpretar Damião, papel que foi originalmente do ator Jackson Antunes, firmando assim sua carreira também na interpretação. Seu personagem será par romântico de Eliana, interpretada por Sophie Charlotte.
Em maio de 2025, o artista volta a lançar um albúm após 5 anos, intiluado de "Fragmentado", a obra, com 25 faixas, percorre toda a história do cantor, retomando gêneros utilizados pelo mesmo no passado, como o boombap, sendo esse um dos principais fatores do sucesso do Xamã, sua criatividade nas melodias e líricas permitiu o carioca de ser uma das referências mais ilustres no gênero nos últimos anos. Além disso, o albúm contém músicas voltadas para o pop, afrobeat, R&B. Possui participações de Major Rd, Criolo, Adriana Calcanhotto, Sophie Charlotte, BK e mais.

## Características
O artista sempre teve como características musicais o uso de muitas referências, sejam elas a filmes, outras músicas, séries, livros, filósofos. Geizon sempre foi muito fã do cinema e disse isso abertamente à diversos canais de comunicação. Não é à toa que o segundo álbum do cantor, "O Iluminado", tem em todas as suas músicas nomes de obras cinematográficas.
O cantor também viralizou na internet ao participar da música "Adrenalina" junto do grupo 1Kilo em parceria com a produtora "Rap Box". Na canção, Xamã usa de apenas referências em todos os versos, passando por "Nicolas Cage", "Jack Nicholson" e até mesmo o personagem "Jason", da série de filmes "Sexta-Feira 13".
O poeta também sempre usou de diversas metáforas e pensamentos considerados "fora da caixa", onde vai criando histórias e subtextos em suas músicas. O detalhe mais conhecido de Xamã nas suas músicas são as citações da frase "Hey Jack", onde este era o amigo imaginário da infância de Geizon, o músico escrevia diversos textos se referindo ao "Jack", usando dele nas suas músicas como se fosse uma outra perspectiva, como se estivesse escrevendo em 3°pessoa.

## Discografia
- Pecado Capital (2018)[11]
- O Iluminado (2019)[12]
- Zodíaco (2020)[13]
- Fragmentado (2025)

## Filmografia

### Televisão
| Ano  | Título                   | Papel                   | Notas                                               |
| ---- | ------------------------ | ----------------------- | --------------------------------------------------- |
| 2019 | Amor de Mãe              | Phanton Chagas          |                                                     |
| 2022 | Travessia                | Ele mesmo               | Episódio: "12 de outubro" Episódio: "20 de outubro" |
| 2023 | The Masked Singer Brasil | Participante (3º lugar) | Temporada 3                                         |
| 2024 | Renascer                 | Damião Cunha            |                                                     |
| 2024 | Justiça 2                | Naldo (Naldinho)        | [ 16 ]                                              |
| 2025 | Falas da Terra           | Apresentador            |                                                     |
| 2025 | Os Donos do Jogo         | Búfalo                  |                                                     |
| 2025 | Três Graças              | [ 18 ]                  |                                                     |

### Cinema
| Ano  | Título              | Papel           | Notas          |
| ---- | ------------------- | --------------- | -------------- |
| 2019 | Segura malandro     | Xamã            | Curta‐metragem |
| 2024 | Maníaco do Parque   | Nivaldo Pereira |                |
| 2024 | Cinco Tipos de Medo | Sapinho         |                |

## Prêmios e indicações
| Ano  | Prêmio                                | Categoria                                        | Trabalho                     | Resultado |
| ---- | ------------------------------------- | ------------------------------------------------ | ---------------------------- | --------- |
| 2021 | BET Hip Hop Awards                    | Melhor Flow International                        | Xamã                         | Indicado  |
| 2022 | MTV Europe Music Awards               | Melhor Artista Brasileiro                        | Xamã                         | Indicado  |
| 2022 | BreakTudo Awards                      | Hit Nacional                                     | "Malvadão"                   | Indicado  |
| 2022 | Prêmio Multishow de Música Brasileira | Música do Ano                                    | "Malvadão 3"                 | Indicado  |
| 2022 | Prêmio Multishow de Música Brasileira | Hino do Ano                                      | "Malvadão 3"                 | Indicado  |
| 2023 | BreakTudo Awards                      | Clipe Nacional                                   | "Mama.cita (Hasta la Vista)" | Indicado  |
| 2024 | Grammy Latino                         | Melhor Interpretação Urbana em Língua Portuguesa | "Cachimbo da Paz 2"          | Venceu    |
| 2024 | Prêmio Jovem Brasileiro               | Melhor Ator                                      | Renascer                     | Indicado  |
| 2024 | Prêmio Gshow                          | Melhor Casal (com Sophie Charlotte)              | Renascer                     | Indicado  |
| 2024 | Prêmio Potências                      | Ator Coadjuvante                                 | Renascer                     | Indicado  |
| 2024 | Prêmio Noticiasdetv.com               | Melhor Ator Revelação                            | Renascer                     | Venceu    |
| 2024 | Troféu Sala de TV                     | Melhor Revelação                                 | Renascer                     | Indicado  |
| 2024 | Melhores do Ano - Duh Secco           | Melhor Ator Revelação                            | Renascer                     | Pendente  |
| 2024 | Prêmio F5                             | Melhor Revelação                                 | Renascer                     | Indicado  |
| 2024 | Prêmio F5                             | Pessoa Mais Sexy                                 | Xamã                         | Indicado  |
| 2024 | Prêmio F5                             | Melhor Casal                                     | Xamã e Sophie Charlotte      | Indicado  |